# Rachael Leahcar
Rachael Leahcar, pseudonimo di Rachael Wendy Bartholomew (Adelaide, 22 febbraio 1994), è una cantante e compositrice australiana, ed è ambasciatrice per la Royal Society for Blind.

## Biografia
Leahcar è affetta da retinite pigmentosa e dal 2012 è legalmente cieca con funzione visiva solo al 10%.
Ha trovato il suo amore per la musica in età molto precoce e da allora ha cantato e suonato vari strumenti musicali.
Ha partecipato alla prima stagione di The Voice Australia, concludendo al terzo posto.
Poco dopo, ha firmato un contratto discografico con la Universal Music Australia, pubblicando il suo album di debutto Shooting Star, contenente brani eseguiti a The Voice, più altre cover registrate appositamente.

## Discografia
Album in studio
- 2012 - Shooting Star
- 2013 - Romantique
- 2014 - Here Comes the Sun
- 2017 - Shadows